# Деген, Ханс
Ханс Деген (нем. Hans Degen; 18 февраля 1899, Розенхайм, Королевство Бавария — 8 ноября 1971, Грайлинг, Бавария) — генерал вермахта гитлеровской Германии во время Второй мировой войны (1939—1945). Награждён Рыцарским крестом Железного креста.

## Биография
Родился в 1899 году в Розенхайме в Верхней Баварии. Поступил на службу в германскую армию в сентябре 1916 года в звании фендрика в егерьский батальон на исходе Первой мировой войны. Остался на службе в германской армии после 1918 года, став офицером Генерального штаба. В 1938 году проходил службу во 2-й горнопехотной дивизии, а затем перевелся в 1-ю горнопехотную дивизию с началом Второй мировой войны в сентябре 1939 года. Затем был назначен начальником штаба 6-го армейского корпуса, а затем 19-го армейского корпуса.
В ноябре 1943 года принял командование 2-й горнопехотной дивизией. Участвовал в Лапландской войне и Западноевропейском театре военных действий, где Ханс Деген был тяжело ранен и выведен из личного состава дивизии в феврале 1945 года. В марте 1945 года был награжден Рыцарским крестом Железного креста за то время, что командовал дивизией. На момент окончания службы имел звание генерал-лейтенанта.

## Награды
- Немецкий крест в золоте[3];
- Рыцарский крест Железного креста 11 марта 1945 года в звании генерал-лейтенанта и командира 2-й горнопехотной дивизии[5].